# خانه سید فناءتوحیدی
خانه سید فناءتوحیدی مربوط به دوره قاجار است و در زواره، محله ودادان واقع شده و این اثر در تاریخ ۱۱ مرداد ۱۳۸۴ با شمارهٔ ثبت ۱۲۳۲۰ به‌عنوان یکی از آثار ملی ایران به ثبت رسیده است.